# Partit Socialista Unificat del País Valencià
Partit Socialista Unificat del País Valencià (PSUPV) fou un partit polític valencià, de caràcter socialista i nacionalista, que segons el seu programa pretenia l'alliberament de les classes oprimides i l'alliberament del País Valencià mitjançant el Dret d'Autodeterminació. Va sorgir a començaments dels anys setanta amb antics membres del Front Marxista Valencià, com Antoni Bargues i Domènech Serneguet. Es va legalitzar el 21 de gener de 1977 i va formar front comú amb el PSAN, amb qui organitzà les primeres manifestacions a Tàrbena el 25 d'abril.
El 8 d'octubre de 1978, però, va signar el Compromís autonòmic amb altres partits que donaven suport al Consell del País Valencià, i el juny de 1982 va participar en la fallida Unitat Valenciana, embrió de partit nacionalista unitari a partir del PNPV, el Partit Radical Socialista de Josep Lluís Albinyana, i UDPV de Ruiz Monrabal. Finalment, s'integraria primer en Esquerra Unida del País Valencià i després en Unitat del Poble Valencià.